# Stocznia Szczecińska Nowa
Uzasadnienie:  Ten artykuł ma stosunkowo mało treści i można by to włączyć w treść jednego artykułu. Wciąż to było jedno przedsiębiorstwo, tu wyodrębniono inną nazwę. 
Stocznia Szczecińska Nowa – stocznia produkcyjna w Szczecinie w stanie likwidacji.
Powstała w roku 2002 na bazie upadłej spółki Stocznia Szczecińska Porta Holding, która powstała na bazie założonej 11 czerwca 1948 Stoczni Szczecińskiej im. Adolfa Warskiego (imię Adolfa Warskiego nadano w 1959 r.). Specjalizowała się w budowie kontenerowców, chemikaliowców, jednostek wielozadaniowych oraz typu Con-Ro.
Prezesem Zarządu Stoczni Szczecińskiej Nowa od lutego 2009 roku był Andrzej Markowski. Wcześniej funkcję Prezesa pełnili: w latach 2002−2006 Andrzej Stachura, od stycznia do sierpnia 2007 roku Tomasz Olszewski oraz od sierpnia 2007 do stycznia 2009 Artur Trzeciakowski.
W listopadzie 2008 roku Komisja Europejska uznała, że pomoc udzielona przez państwo polskie łamie zasady konkurencji, w związku z tym stocznie w Gdyni i Szczecinie zmuszone będą do zwrócenia pomocy.
Od marca 2009, zgodnie z przyjętą w sejmie tzw. „Specustawą Stoczniową” rozpoczęto proces kompensacji Stoczni Szczecińskiej Nowa, co oznaczało jej likwidację poprzez całkowitą wyprzedaż majątku stoczni w przetargu nieograniczonym oraz zwolnienia grupowe obejmujące wszystkich pracowników. Proces ten miał trwać do dnia 31 maja 2009 roku. Pieniądze ze sprzedaży miały zostać przekazane na spłatę wierzycieli stoczni – publicznych oraz prywatnych. Ze względu na wyprzedaż w trybie nieograniczonym, powstać tam mogą dowolne inne przedsiębiorstwa niezwiązane z branżą morską.
Zatrudniała ok. 4500 pracowników. Firma posiadała certyfikat wdrożenia i stosowania systemu zarządzania jakością ISO 9001.

## Podstawowe wyposażenie

### Pochylnie
- Wulkan 1 – dł. 245,30 m, szer. 25,90 m, maks. wielkość statku 33.500 DWT

suwnica bramowa: Q = 300 t, żurawie pochylniowe: 1 × 80 t,1 × 50 t, 1 × 32 t
- Wulkan Nowa – dł. 265,80 m, szer. 39,23 m, maks. wielkość statku 70.000 DWT

suwnica bramowa: Q = 450 t, żurawie pochylniowe: 1 × 80 t, 2 × 32 t
- Odra Nowa – dł. 189 m, szer. 44 m, maks. wielkość statku 50.000 DWT

suwnica bramowa: Q = 300 t, żurawie pochylniowe: 4 × 50 t

### Inne
- wyspecjalizowane do prac antykorozyjnych komory śrutownicze i malarskie
- uzbrojenie technologiczne i udźwigowienie umożliwiające prefabrykację sekcji o masie do 240 t
- nabrzeże wyposażone w 11 żurawi o wysięgu do 42 m i udźwigu do 50 t
- SSN ma do dyspozycji maszyny do cięcia materiałów, w tym maszyny do cięcia blach (cięcie krzywoliniowe, proste) w tym dwie maszyny do cięcia plazmowego firmy ESAB, z czego jedna z możliwością krawędziowego ukosowania blach, maszyny do obróbki plastycznej, w tym walce (rozpiętość 12 m) i giętarki do blach i profili, prasa hydrauliczna (700 t), maszyny do obróbki skrawaniem, w tym wiertarki, frezarki, tokarnie oraz inne maszyny i urządzenia oraz oprzyrządowania stosowane przy wykonawstwie konstrukcji stalowych, w tym ze stali Duplex.

## Najważniejsze osiągnięcia

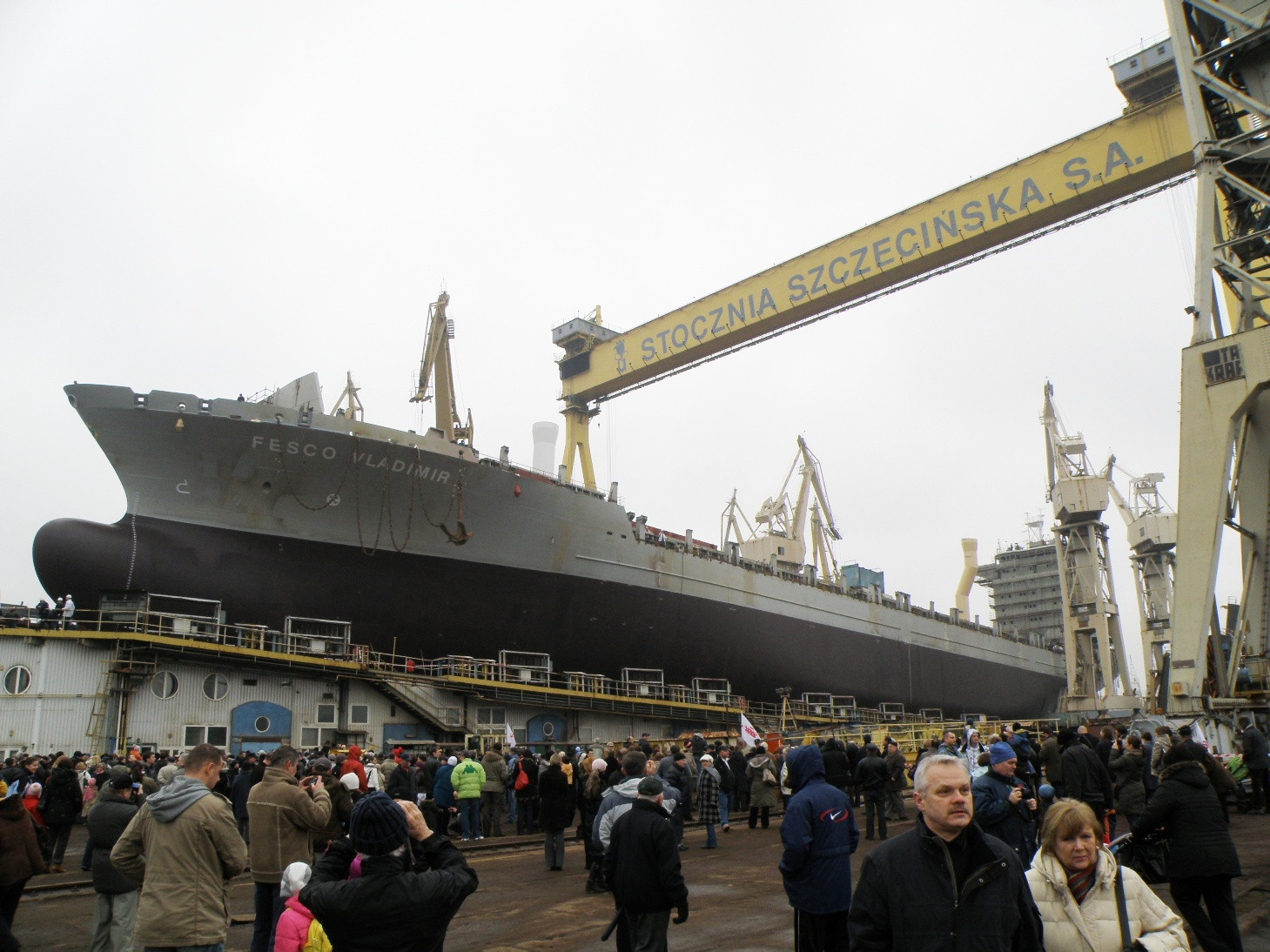
Ostatnie wodowanie statku w Stoczni Szczecińskiej Nowej

Do końca swego istnienia stocznia zbudowała 45 jednostek, w tym:
- FESCO Vladimir – kontenerowiec – 2009, ostatni zwodowany statek w stoczni
- Trica – statek typu Con-Ro – 2007
- Cala Pancaldo – prototypowy kontenerowiec – 2007
- Timca – prototypowy statek typu Con-Ro – 2006
- Norasia Atlas – kontenerowiec – 2005
- Bow Star – chemikaliowiec ze zbiornikami ze stali nierdzewnej (Duplex) – 2004
- Bow Sun – prototypowy chemikaliowiec ze zbiornikami ze stali nierdzewnej (Duplex) – 2003
- Dana Sirena – prototypowy statek typu Ro-Pax – 2002